# I den Röda Damens slott
I den Röda Damens slott är en roman av den svenske författaren Lars Jakobson från 2000. Romanen kan sägas vara av science fiction-karaktär, men är inte helt lätt att genreklassificera. Handlingen följer en icke namngiven man, berättaren, som städar ur sin döde fars hus samtidigt som han skriver på en essä om de utdöda kolonierna på Mars och om den amerikanska delegation av vetenskapsmän som for dit på 1950-talet.
Romanen präglas av Jakobsons typiska mix mellan fakta och fiktion där han blandar det dokumentära och skönlitterära berättandet med inslag av alternativhistoria. I den Röda Damens slott knyter genom sin Marstematik an till Jakobsons tidigare roman Kanalbyggarnas barn (1997) samt till novellen "Kandidat" i novellsamlingen Hemsökelser (1994).
I den Röda Damens slott nominerades till Augustpriset med motiveringen "Svindelkänsla och stor skönhet, perspektivrikedom och överraskningseffekter när framtiden förvandlas till det nära förflutna. I den Röda Damens slott är en kosmisk sagofantasi som inte erkänner konventionella gränser och konsekvenser i tid och rum. Fakta blir fiktion och fiktion fakta när Lars Jakobson låter den konstnärliga frihetens lättsinne samverka med vetenskapligt allvar, delvis inom, delvis utom det sannolikas ramar. I planetär skala håller han fram den skrämmande och suggestiva spegelbilden av en civilisations undergång, och berättar samtidigt, skickligt sammanvävt, om sökandet efter en individuell livshistoria."